# Nasir-ud-din Mahmud
Nasir-ud-din Mahmud (? – 1265) – sułtan Delhi z dynastii niewolniczej, panujący od roku 1246 aż do śmierci.
Był wujem poprzedniego sułtana, Ala ud-dina Masudiego (1242 – 1246), a do władzy doszedł w wyniku spisku możnych. Dominującą rolę podczas jego panowania odgrywał regent Balban. Udało mu się pokonać niektórych buntowników, którzy wcześniej oderwali się od sułtanatu, jednak jego próby podporządkowania możnych władzy centralnej doprowadziły do jego odsunięcia od władzy wskutek intryg w latach 1252 – 1255. Niemniej wkrótce okazało się, że tylko on jest w stanie utrzymać spokój w państwie, i w roku 1256 powracając do władzy skupił ją w pełni w swoich rękach. W roku 1265 Balban zamordował Mahmuda i zagarnął sułtanat dla siebie.